# Cantone di Sarapiquí
Il cantone di Sarapiquí è un cantone della Costa Rica facente parte della provincia di Heredia.

## Geografia antropica

### Suddivisioni amministrative
Il cantone  è suddiviso in 5 distretti:
- Cureña
- Horquetas
- La Vírgen
- Llanuras del Gaspar
- Puerto Viejo